# Río Hondo (departement)
Río Hondo is een departement in de Argentijnse provincie Santiago del Estero. Het departement (Spaans:  departamento) heeft een oppervlakte van 2.124 km² en telt 50.781 inwoners.

## Plaatsen in departement Río Hondo
- Chauchillas
- Colonia Tinco
- Los Núñez
- Pozuelos
- Termas de Río Hondo
- Villa Río Hondo
- Vinara